# Kurt Metzger (Komiker)
Kurt Metzger (* 24. Mai 1977) ist ein US-amerikanischer Komiker, Autor und Schauspieler.

## Leben und Tätigkeit
Metzger wuchs im US-Bundesstaat New Jersey auf. Er wurde als Zeuge Jehovas aufgezogen und mit 17 Jahren zu einem Ältesten dieser Glaubensgemeinschaft berufen, von der er sich im Alter von 21 Jahren abwandte.
Um die Jahrtausendwende begann er als Stand-Up-Komiker in seiner Heimat New Brunswick und in  Pennsylvania aufzutreten. Später wechselte er nach New York City um in den dortigen Comedyclubs auftreten zu können.
Einem größeren Publikum wurde er in den 2000er Jahren durch Auftritte in im US-Kabelfernsehen ausgestrahlten Stand-Up-Comedy-Sendungen, wie White Boyz in the Hood (2006), Live at Gotham (2007) und Z Rock (2009) bekannt. 2009 wurde im Rahmen der Reihe "Comedy Central Presents" sein erstes Comedy-Special veröffentlicht. 2011 folgte sein Debütalbum Kurt Metzger Talks to Young People About Sex, das bei Comedy Central Records erschien. 
Seit jener Zeit ist er als Komiker in zahlreichen Latenight-Sendungen im US-Fernsehen, wie den Shows von Jimmy Fallon, Craig Ferguson und Larry Wilmore aufgetreten.
Von 2013 bis 2016 schrieb Metzger 39 Folgen der Sitcom Inside Amy Schumer. Für seine Arbeit als Autor wurde er vier Mal für den Emmy Award nominiert, den er einmal auch gewann (für den Sketch "Girl, You Don'T Need Maekeup"). Für seine Arbeit an der Serie wurde er außerdem mit einem Peabody Award ausgezeichnet.
Für Comedy Central übernahm er in den folgenden Jahren verschiedene Sprechrollen für animierte Programme wie Horace and Pete und Ugly Americans.
Von 2013 bis 2018 war Metzger Co-Moderator des Podcasts Race Wars mit Sherrod Small. 2019 begann er einen eigenen Interview-Podcast (Can'T Get Right) bei GaS Digital.
Seit 2021 ist er Ko-Autor und Darsteller in der Sketch-Comedy-Sendung The Kyle Dunnigan Show und seit 2022 zusätzlich Co-Moderator der politisch kommentierenden Comedy-Sendung The Jimmy Dore Show.
2023 siedelte Metzger nach Austin, Texas, über, wo er regelmäßig in dortigen Comedyclubs auftritt. Zudem ist er seit seiner Übersiedlung nach dort ein häufiger Gast in dem Podcast seines Freundes Joe Rogan, The Joe Rogan Experience.